# Ел Канело, Ранчо де Габријел Гарсија Раскон (Анхел Р. Кабада)
Ел Канело, Ранчо де Габријел Гарсија Раскон (шп. El Canelo, Rancho de Gabriel García Rascon) насеље је у Мексику у савезној држави Веракруз у општини Анхел Р. Кабада. Насеље се налази на надморској висини од 70 м.

## Становништво
Према подацима из 2005. године у насељу је живело 12 становника.

### Хронологија
| Година       | 2005 |
| ------------ | ---- |
| Становништво | 12   |

### Попис
| # | Индикатор                        | Вредност |
| - | -------------------------------- | -------- |
| 1 | Укупно појединачних домаћинстава | 1        |